# Синоличка Трпкова
Синоличка Мелес-Трпкова (Скопље, 25. јул 1965) македонска је глумица и професорка на Факултету драмских умјетности Универзитета у Скопљу.

## Биографија
Синоличка Трпокова је рођена 22. јула 1965. године у Скопљу. По завршетку Академије драмских умјетности у Скопљу, била је ангажована у ансамблу драме у Македонском народном позоришту од 1989. до 1991. године. Учествовала је у независним позоришним пројектима. Тренутно на Факултету драмских умјетности у Скопљу предаје филмску, телевизијску и радијску игру.

## Филмографија
- 1986: Срећна нова ’49.
- 1991: Тетовирање
- 1992: Заминување од Пасквелија
- 1993: Светло сиво / Прекрасен свет
- 1993: Светло сиво / Птицата Урубу и девица
- 1997: Циганска магија
- 1998: Збогум на 20-тиот век
- 2000: Глас

Остали филмови
- 1988: Дом за вешање
- 1989: Смртта на ученикот
- 1994: Кармин